# NGC 3414
NGC 3414 هو اصطدام مجري، يقع في كوكبة الأسد الأصغر. اكتشف في 29 ديسمبر 1861، وقد اكتشفه هاينريش لويس دريست.

## روابط خارجية
- NGC 3414 على موقع ويكي سكاي: DSS2, SDSS, GALEX, IRAS, Hydrogen α, X-Ray, Astrophoto, Sky Map, Articles and images